# وليام فولك
وليام فولك (بالإنجليزية: William “fatty” foulke)‏ (12 أبريل 1874 - 1 مايو 1916) كان لاعب كريكيت وكرة القدم في إنجلترا في الفترة من أواخر القرن 19 وأوائل القرن ال20. كان فولك يشتهر بحجمه الكبير (6 قدم 4 في (1.93 م) وبحسب بعض التقديرات، فان وزنة ربما وصل إلى (152 كجم، 336 رطل) في نهاية مشواره كلاعب.

## نبذة
كان أول حارس و قائد لتشيلسي في عامه الأول 1905، حيث كان ضخم بكل ما تحمله من معنى.
كان يزن 165 كيلو جرام و يصل طوله ل 187 سم. تعاقد تشيلسي معه من نادي برادفورد سيتي بمبلغ 50 باوند.
ويليام الكبير كما يطلق عليه صاحب شخصية قوية في الملعب قفد كان يوبخ زملائه ويضربهم إن لم يلعبوا جيدا.
أسلوب فولك في الحراسة كان على عكس جسده الثقيل فقد كان يتمتع بمرونة عالية…الطريف في أمر ويليام أنه عندما يتم تقديمه في ملعب ستامفورد بريدج كان النادي يجهز 2 من الأولاد جامعي الكرات ليقفوا على كل عارضة بجانبه ليبالغوا في حجمه ليوحي للمنافسين أن المرمى مغلق.
ساعد هذا الأمر على حفاظه لمرماه خالي من الأهداف لتسع مباريات متتالية و كان هذا رقم قياسي حتى تم تحطيمه علي يد بيتر تشيك.

## مسيرته الكروية
لعب وليام فولك خلال مسيرته الاحترافية مع 3 أندية في ثلاثة عشر موسمًا ولم يسجل خلالها أي هدف ضمن 354 مباراة. حيث فاز في موسمين بالكأس وفي موسم واحد بالدوري.
خاض وليام فولك مسيرته مع نادي شيفيلد يونايتد في موسم 1894–95 ليلعب معه أحد عشر موسمًا، مشاركًا في 299 مباراة ولم يسجل أي هدف. ثم انتقل إلى نادي تشيلسي في موسم 1905–06 لمدة موسم واحد، حيث شارك في 34 مباراة ولم يسجل أي هدف أيضًا. لينتقل بعدها إلى نادي برادفورد سيتي في موسم 1906–07 لمدة موسم واحد، مشاركًا في 21 مباراة ولم يسجل أي هدف أيضًا.

## وصلات خارجية
- وليام فولك على موقع قاعدة بيانات كرة القدم.إي يو (الإنجليزية)
- وليام فولك على موقع ناشيونال فوتبول تيمز (الإنجليزية)

- Film of Foulke in the 1901 FA Cup Final
- BBC Guide
- Chelsea profile